# Westeuropäisches Riftsystem
Das Westeuropäische Riftsystem ist ein gürtelartiges Netzwerk von Grabenbrüchen und assoziierten Vulkanzentren, das den europäischen Kontinent generell in Nordnordost-Südsüdwestrichtung durchquert. Erste Vorläufer gehen bis ins Perm zurück, der Höhepunkt der Entwicklung erfolgte jedoch erst im Mesozoikum und vor allem im Känozoikum.

## Geographische Beschreibung
Das Westeuropäische Riftsystem, engl. Western European Rift System oder Western European Rift Belt, reicht von der Nordsee im Norden bis zur Atlantikküste Afrikas im Süden und hat als maximale Längserstreckung eine Ausdehnung von mehr als 3000 Kilometer. Sein im Känozoikum sich ausbildender Zentralteil, das Europäische Känozoische Riftsystem (engl. European Cenozoic Rift System oder abgekürzt ECRIS), der von der Niederrheinischen Bucht im Norden bis zum Südende des spanischen Valencia-Trogs im Süden verläuft, misst 1100 Kilometer.
Das Grabenbruchsystem beginnt im Norden mit dem in Nord-Süd-Richtung verlaufenden Viking-Graben, der die Shetland-Inseln von Norwegen trennt. Nach Süden schließt sich ihm im Zentralbereich der Nordsee der NNW-SSO-orientierte Zentralgraben an, der in seinem Südabschnitt eine Richtungsänderung nach N-S durchführt und zirka 50 Kilometer vor Erreichen der Nordfriesischen Inseln ausläuft. Dieses Nordseegrabensystem hat eine Gesamtlänge von 1000 Kilometer mit einer variablen Breite von 25 bis zu 100 Kilometer. Die Krustendehnung macht sich aber noch über einen wesentlich weiteren Bereich von 200 bis 300 Kilometer bemerkbar.

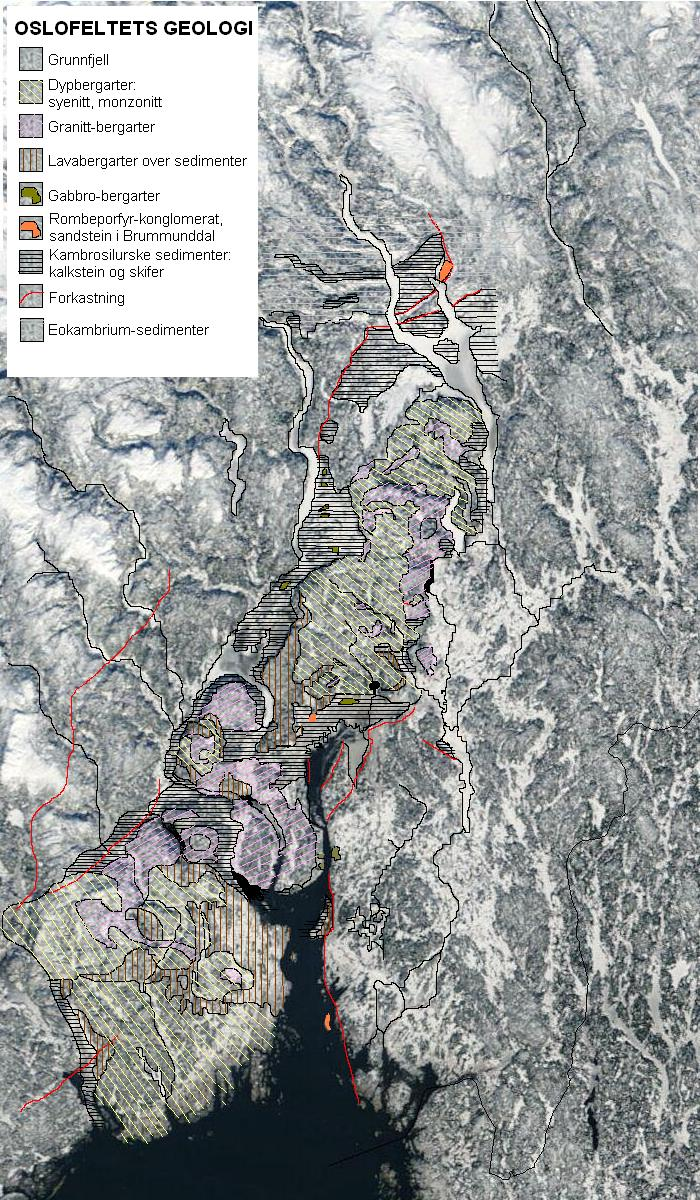
Satellitenbild und geologische Karte des Oslograbens

Zum Hauptstrang des Nordseegrabensystems nach Osten versetzt bildete sich der SSW-streichende Oslograben, der nach Süden in den Skagerrak-Graben übergeht; letzterer endet mit Erreichen der OSO-querenden Sorgenfrei-Tornquist-Zone. Abgetrennt durch diese bedeutende Störungszone folgt weiter südlich der Horn-Graben, der der Westküste Dänemarks vorgelagert ist. Der Horn-Graben besitzt einen geknickten Verlauf mit einem SSO-streichenden Mittelabschnitt. Im Süden erreicht er die Ostfriesischen Inseln und geht dann in den Emsgraben über.
Der Hauptstrang des Riftsystems setzt dann auf dem niederländischen Festland mit dem Südost-verlaufenden Roer-Graben, engl. Roer Valley Graben, (bzw. Ruhr-Graben oder Rur-Graben) erneut ein. Der Roer-Graben trifft nach Durchqueren des Rheinischen Schiefergebirges auf den SSW-orientierten Rheingraben, der sich seinerseits über die Wetterau und den Leinegraben weiter nach NNO bis in die Norddeutsche Tiefebene fortsetzt. Eine mögliche Fortsetzung nach NNO findet der Leinetalgraben in der Braunschweig-Gifhorn-Bruchzone. Die Gabelung des Rheingrabens mit dem Roer-Graben bildet einen Tripelpunkt, der vom größten Vulkan Europas, dem Vogelsberg, markiert wird. Nach Osten abgesetzt vom eigentlichen Riftsystem hat sich der ONO-streichende Egergraben gebildet.
Der Rheingraben endet in der nördlichen Schweiz mit einer etwas diffusen, rechtsverschiebenden Störungszone nördlich des Juras (Burgundische Transferzone). Eine Fortsetzung findet er im westlich versetzten Bresse-Graben und in den noch weiter westlich zum Bresse-Graben parallel laufenden Roanne-Graben/Forez-Graben und Limagne-Graben/Cher-Graben des nördlichen Massif Central. Der nahezu N-S ausgerichtete Bresse-Graben geht nach Süden in den Saône-Graben und anschließend in den Rhône-Graben über. Letzterer erreicht über den Valence-, Manosque- und Alès-Graben das nördliche Mittelmeer und mündet im Golfe du Lion. Weiter südwestlich durchtrennen Einbruchsbecken den Ostrand der Pyrenäen wie beispielsweise die Cerdagne, das Empordá-Becken und das La Selva-Becken. Die Nordostiberische Vulkanprovinz um Olot steht im Zusammenhang mit diesen Einbruchsbecken. In Nordostkatalonien folgt dann der Valles-Graben, der zum etwa 400 Kilometer langen Valencia-Trog entlang der Ostküste Kataloniens überleitet. Etwas weiter nach Osten versetzt bildeten sich im Westlichen Mittelmeer in geradliniger Verlängerung des Rhône-Tals das ozeanische Provenzalische Becken und die Grabenbruchsysteme Korsikas und Sardiniens.
Es spricht vieles dafür, dass der Valencia-Trog nicht den südlichen Endpunkt des Westeuropäischen Riftsystems darstellt. Vielmehr setzte sich der Dehnungsprozess ab dem Pliozän unter Injektion alkalischer Magmen entlang der Ostküste Spaniens weiter nach Südwesten fort. Diese vulkanische Dehnungszone äußert sich in der Südostiberischen Vulkanprovinz um Murcia und Cabo de Gata; sie durchquert anschließend das Alboránische Meer (mit der vulkanischen Isla de Alborán), durchzieht beim Vulkangebiet des Ras Tarf und des Gourougou bei Melilla das östliche Rif in Marokko und umrahmt mit der Basaltprovinz des Mittleren Atlas den Westrand des Mittleren und des Hohen Atlas. Über die Südatlasstörung und begleitet von den Vulkaniten des Jebel Siroua und von Foum-el-Kous erreicht sie bei Agadir den Atlantik und folgt dann etwas versetzt dem unter Dehnung stehenden Kontinentalrand der Nordwestküste Afrikas über die Kanaren bis hin zu den Kapverden.

## Zeitliche Entwicklung

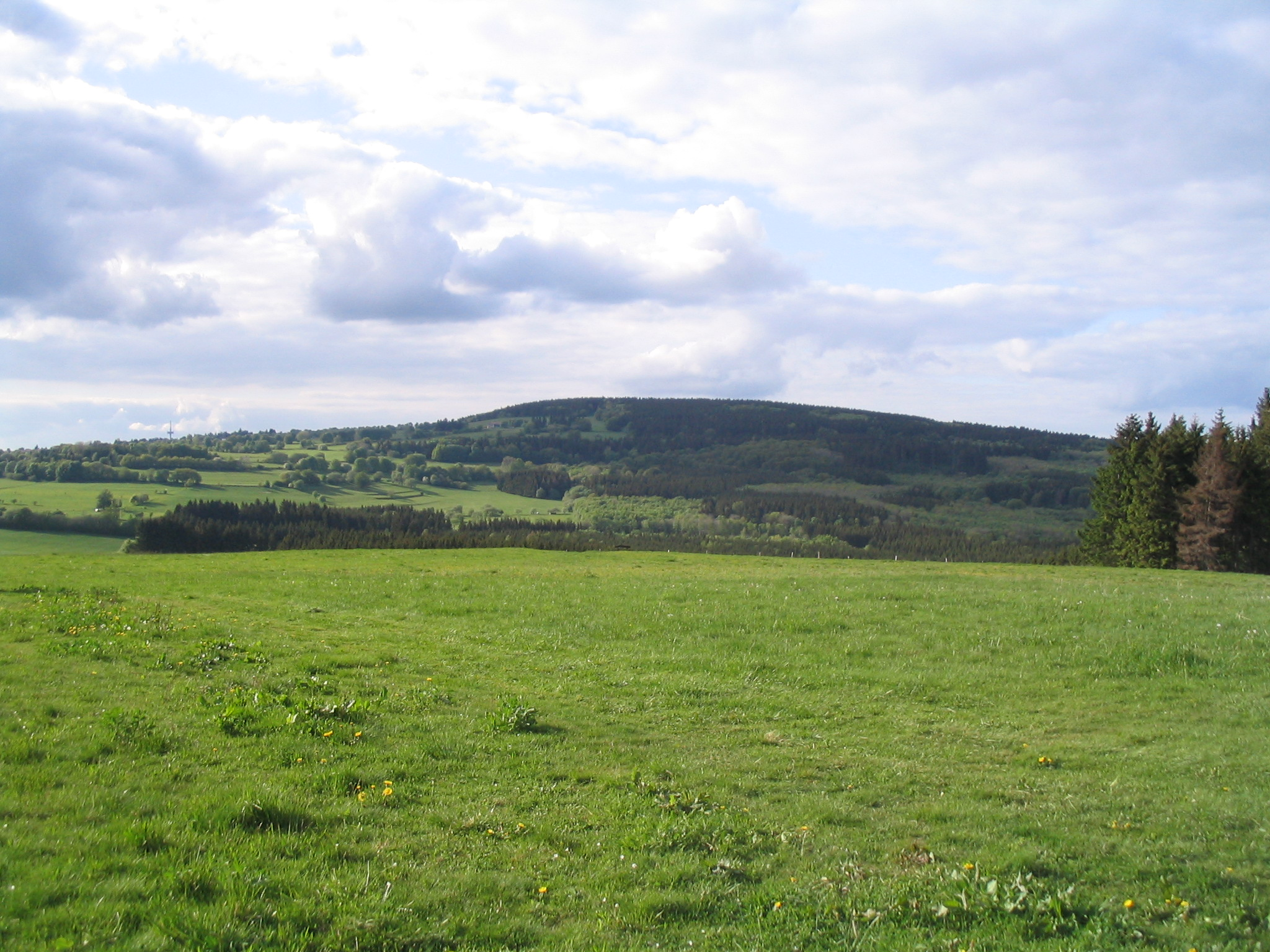
Die Herchenhainer Höhe am Vogelsberg

Die Kaledonische Orogenese war im Devon in ein postorogenes Kollapsstadium übergegangen, verbunden mit bedeutenden, Nordost-gerichteten, linksverschiebenden Krustenbewegungen zwischen Grönland und Europa und den daraus resultierenden, von tausenden von Metern an Old-Red-Sedimenten verfüllten Scherbecken. Im darauf folgenden Zeitraum Karbon bis Kreide war die kontinentale Kruste Nordwesteuropas nach Beendigung der Variszischen Orogenese aufgrund des Zerfallsprozesses Pangäas mehrfach distensiven Spannungen ausgesetzt, die im Nordmeer und im Nordseebereich zur Bildung von Grabenbruchsystemen führten.
Ältestes Beispiel ist der Oslograben in Südostnorwegen, dessen Entwicklung im Pennsylvanium (Kasimovium) vor 305 Millionen Jahren BP begann und bis in die Trias (Anisium) vor 240 Millionen Jahren anhielt. Dieses generell NNO-streichende Grabenbruchsystem hat eine Gesamtlänge von 400 Kilometern und erstreckt sich vom Mjøsa-See bis hin zur Sorgenfrei-Tornquist-Zone, wobei der marine Abschnitt vom Skagerrak-Graben gebildet wird.
In etwa zum selben Zeitpunkt begann im Grönland- und im Norwegen-Meer die Rifttätigkeit des so genannten Arktisch-Nordatlantischen Megarifts, die schließlich im Paläozän/Eozän zur endgültigen Trennung von Grönland und Nordeuropa führen sollte. Das Megarift arbeitete sich während des Perms und der Trias nach Süden in den Nord- und schließlich in den Zentralatlantikraum vor.
Ab dem Zechstein (Capitanium) fanden erste Öffnungsbewegungen am Viking-Graben statt, die dem vom arktischen Schelfbereich aus über das Megarift vorstoßenden Zechsteinmeer einen Zugang zur südlichen Nordsee ermöglichten. An der Perm/Trias-Grenze begann schließlich die an die 175 Millionen Jahre dauernde Entwicklung des zentralen und südlichen Nordseegrabensystems, das im Grunde genommen einen fehlgeschlagenen Seitenarm des Arktisch-Nordatlantischen Megarifts darstellt. Die Rifttätigkeit im Nordseegraben war im Zeitraum Dogger bis frühe Unterkreide (175 bis 140 Millionen Jahre BP) voll ausgeprägt, ihren Höhepunkt hatte sie aber erst an der Jura/Kreide-Grenze. Die letzten Bewegungen im Nordseegrabensystem ereigneten sich dann am Ende des Paläozäns.
Der Zentralteil des Westeuropäischen Riftsystems wurde erst im Känozoikum aktiviert. Früheste Grabenbruchsegmente waren der Saône-, Limagne- und Bresse-Graben, deren älteste Sedimente ins mittlere Eozän (Lutetium_(Geologie)) zurückreichen. Im Rheingraben begann die Rifttätigkeit erst etwas später im oberen Eozän (Bartonium), zum selben Zeitpunkt brach auch der Nordteil des Leinegrabens ein. Ins Bartonium gehen auch die Anfänge des Egergrabens zurück. Im beginnenden Oligozän (Rupelium) arbeitete sich dann das Rift vom Rheingraben aus nach Nordwesten vor, durchbrach das Rheinische Schiefergebirge und öffnete den Roer-Graben bis in die südlichen Niederlande, die während des Chattiums erreicht wurden. Nach Nordnordosten wurde gleichzeitig die Verbindung vom Rheingraben zum Leinetalgraben hergestellt. Durch den Roer- und Leinegraben wurde somit erstmals eine enge Meeresverbindung vom Vorlandbecken der Alpen zum Nordwesteuropäischen Becken ermöglicht. Während des Chattiums propagierte dann das Rift vom Saône-Graben aus südwärts zum Golfe du Lion und weiter zum Valencia-Trog. Möglicherweise bestand im Oligozän über die Gräben im Massif Central eine zeitweilige Meeresverbindung vom Alpenvorland zum Pariser Becken.
Die Meeresverbindungen zum alpinen Vorland rissen im frühen Miozän wieder ab, da das Massif Central und das Rheinische Schiefergebirge zu diesem Zeitpunkt thermisch angehoben wurden. Im Zeitraum Aquitanium bis Serravallium erreichte das Meer im Rheingraben noch ein letztes Mal das Mainzer Becken, hinterher (im Tortonium) zog sich das Meer definitiv nach Süden zurück, da der südliche Rheingraben zusammen mit den Vogesen und dem Schwarzwald ab dem Serravallium herausgehoben wurde.
Bereits während des Chattiums hatten die Grabenbrüche begonnen, sich aus dem Rhônetal ins Provenzalische Becken und in den Südostteil des Valencia-Trogs zu verlagern. Die Spreizung in den beiden Bereichen hielt etwa 8 Millionen Jahre bis ins frühe Burdigalium (20 Millionen Jahre BP) an. Sie bewirkte, dass sich der Korso-Sardische Krustenblock ab dem Mittleren Aquitanium in einer leichten Drehbewegung gegen den Uhrzeigersinn von Südfrankreich und Nordostiberien löste. Zur selben Zeit waren auch die Balearen/Betiden vom Kabylenblock unter Ausbildung des Algerischen Beckens abgerückt und bewirkten Krustenverkürzung im Südostbereich des Valencia-Trogs. Dies hatte einen zeitweiligen Rückgang der Riftaktivität im restlichen Valencia-Trog zur Folge. Nach Beendigung der Aufschiebungen in der Externzone der Betiden und auf den Balearen im Langhium setzte am Nordwestrand des Valencia-Trogs erneut Dehnungstektonik ein, die bis auf den heutigen Tag unvermindert anhält.

## Magmatismus
Grabenbruchzonen sind meist mit magmatischer Aktivität verknüpft. Sie sind der Oberflächenausdruck einer sich unter Dehnung befindenden Lithosphäre. Diese Dehnung bewirkt einen dem Streckungsfaktor β proportionalen Anstieg der darunterliegenden Asthenosphäre mit gleichzeitig erfolgendem Druckabfall. Der Druckabfall kann oft zum Erreichen der Liquidusgrenze ausreichen und ein adiabatisches Aufschmelzen der Mantelgesteine bewirken (Dekompressionsschmelze). Dementsprechend lassen sich auch entlang des Westeuropäischen Riftsystems zahlreiche Magmenherde lokalisieren.
So ist der Oslograben geradezu ein Paradebeispiel für mit Riftzonen assoziiertem Magmatismus. Basaltischer Vulkanismus setzte im Oslograben und auch im südwärts anschließenden Horn-Graben erstmals an der Karbon-Perm Grenze vor 300 Millionen Jahren BP ein. Die vulkanische Tätigkeit begann im Oslograben mit einem maximal 1500 Meter mächtigen, basaltischen Schildvulkanismus, dem während der Hauptrifttätigkeit bis zu 3000 Meter an geförderten latitischen Rhombenporphyrlaven folgten (295 – 275 Millionen Jahre BP). Der vulkanische Stil änderte sich dann im Zeitraum 275 – 240 Millionen Jahre BP hin zu Zentralvulkanen und Einsturzcalderen mit gemischter chemischer Zusammensetzung. Gleichzeitig intrudierten Kompositbatholithe (Larvikite und Syenite) mit intermediärem und granitischem Chemismus. Nach 240 Millionen Jahren BP erfolgten nur noch Gangintrusionen, die bis in die Trias anhielten.
Aufgrund des tiefen Aufschlussniveaus überwiegen im Oslograben eindeutig die Magmatite, die 5100 km² einnehmen (im Vergleich zu 1400 km² für die Vulkanite). Geochemisch lassen sich zwei unterschiedliche Magmenquellen erkennen, die auf einen heterogenen Oberen Mantel unterhalb des Rifts schließen lassen. Eine nur sehr geringfügig abgereicherte HIMU-Mantelkomponente (mit εNd +1 und εSr −10 bis −15), verantwortlich für die basalen Nephelinite und einige Alkalibasalte um Skien sowie eine etwas deutlicher abgereicherte Mantelkomponente (mit εNd +4 und εSr −10) verantwortlich für alle übrigen Vulkanite. Die anatektischen, granitischen und syenitischen Intrusiva wurden ihrerseits stark in der Oberkruste kontaminiert.
Die anfängliche Entwicklung im Bereich des Nordseegrabens verlief ohne bedeutende magmatische Aktivitäten, nur während der Mitteltrias kam es im südlichen Zentralgraben westlich des Ryngkøbing-Fyn-Hochs zu einer vulkanischen Episode. Erst im Callovium vor 160 Millionen Jahren BP etablierte sich ein riesiges vulkanisches Zentrum im Bereich des Tripelpunkts Vikinggraben/Zentralgraben/Moray Firth-Witch Ground-Graben (Forties Provinz), nachdem sich ab dem Aalenium eine breite Ost-West-gerichtete Aufwölbung (Zentraler Nordseedom) im Zentralbereich der Nordsee entwickelt hatte. Auch im südlichen Vikinggraben, am Westrand des Zentralgrabens und im Egersund-Becken war zur selben Zeit relativ untergeordneter Flankenvulkanismus zu verzeichnen. In der Forties Provinz wurden an die maximal 1500 Meter mächtige, porphyritische Alkalibasalte und Ankaramite, untergeordnet auch Hawaiite und Mugearite gefördert, die eine Fläche von rund 10.000 km² bedecken. Die Magmen in den anderen genannten Vorkommen sind untersättigt, ultrapotassisch und nephelinitisch. Im späten Kimmeridgium erreichte die Spreizung im Nordseegraben ihr Maximum, war aber nur noch von untergeordnetem Vulkanismus an der Westflanke des Zentralgrabens begleitet.
Der mit dem Europäischen Känozoischen Riftsystem verbundene Magmatismus, bekannt als Europäische Känozoische Vulkanprovinz (engl. European Cenozoic Volcanic Province oder ECVP), ist über ein 1200 Kilometer breites Gebiet verteilt. Die unmittelbar in Gräben gelegenen Vulkanzentren sind in der Minderzahl, einige Fördergebiete sind sogar bis zu 200 Kilometer vom nächsten Rift entfernt.

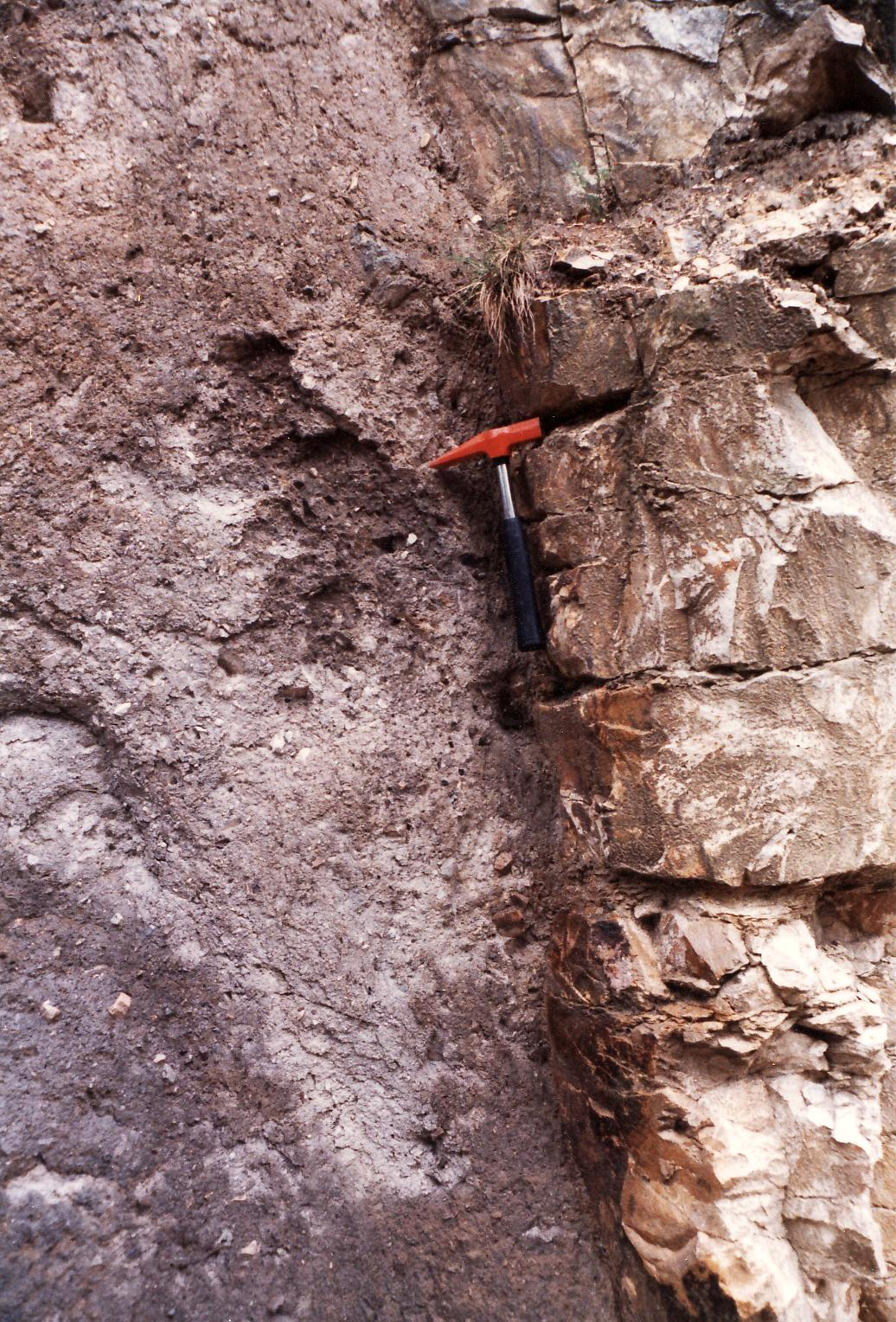
Basalttuffschlot vom Jusi bei Urach

Erste magmatische Pulse machten sich schon vor dem Beginn der Grabenbrüche bemerkbar. Sie gehen im Bereich des Egergrabens und am Rhein südlich von Koblenz sogar bis in die Oberkreide (Campanium) (vor 77 Millionen Jahren BP) zurück, im Massif Central mit Gangintrusionen (Nephelinite und Olivinmelilithen) ins Mittlere Paläozän (Seelandium) vor 62 Millionen Jahren BP. In der Eifel setzten die Tätigkeiten vor 45 Millionen Jahren BP im Mittleren Eozän (Lutetium) in etwa zeitgleich mit den ersten Grabenbrüchen im Massif Central ein und überdauerten bis zum Ende des Oligozäns vor 24 Millionen Jahren. Nach einem längeren Ruhestadium wurde der Vulkanismus dann im ausgehenden Mittelpleistozän vor 200.000 Jahren BP zu neuem Leben erweckt. Die vulkanischen Aktivitäten im Siebengebirge und im Westerwald begannen mit dem Oberen Oligozän (Chattium) (28 bzw. 25 Millionen Jahre BP). Der Vulkanismus im Siebengebirge hielt bis zum Ausgang des Miozäns (Messinium) vor 6 Millionen Jahren BP an, im Westerwald endete er schon vor 15 Millionen Jahren BP im Mittelmiozän (Langhium). Im Unteren Miozän (Burdigalium) entstanden der Vogelsbergvulkan (aktiv im Zeitraum 19 – 15 Millionen Jahre BP) und der Kaiserstuhlvulkan (tätig von 18 – 13 Millionen Jahre BP), die Vulkanite der Rhön (20 – 14 Millionen Jahre BP), der Hessischen Senke (Zeitraum 20 – 10 Millionen Jahre BP) und des Grabfelds (Heldburger Gangschar). Das Vulkangebiet des Hegaus und bei Urach entwickelte sich ab dem Mittleren Miozän (Langhium) und war bis zum Ende des Tortoniums eruptiv (Zeitraum 15 – 7 Millionen Jahre BP). Die Vulkantätigkeiten haben im Massif Central und in der Eifel bis ins Holozän überdauert (letzte Ausbrüche fanden in der Nordostiberischen Vulkanprovinz vor 11.500 Jahren und in der Eifel vor 11000 Jahren statt, im Massif Central sogar erst vor 3450 Jahren), im Egergraben sind sie etwas früher im Mittleren Pleistozän vor 260000 Jahren zum Erliegen gekommen.
Vom Aubrac ausgehend setzen sich die Vulkanite des Massif Central weiter nach Süden fort. So werden die Grands Causses, die Umgebung von Saint-Affrique und der Larzac von vorwiegend miozänen Vulkanschloten durchschlagen. Südwärts schließt sich dann der pliozäne Escandorgue-Vulkanismus an. Die Anreihung endet bei Saint-Thibéry und Cap d’Agde am Mittelmeer mit 1,0 bis 0,6 Millionen Jahre alten, pleistozänen Vulkanbauten. Auch im Golfe du Lion ist Vulkantätigkeit zu verzeichnen. Es folgt dann in Nordostkatalonien die Nordostiberische Vulkanprovinz (10,0 – 0,1 Millionen Jahre BP), die zum Vulkanismus des Valencia-Troges überleitet. Im Valencia-Trog können eine 24 – 18,6 Millionen Jahre alte Initialphase (Chattium bis frühes Burdigalium) sowie eine 10,0 bis 0,3 Millionen Jahre alte Spätphase (Tortonium bis Mittelpleistozän) unterschieden werden, abgetrennt durch eine Ruhepause. Die erste Phase ist kalkalkalischer Natur und steht im Zusammenhang mit der Betidenüberschiebung der Balearen. Die Spätphase setzt sich aus nur wenig differenzierten Alkalibasalten zusammen.
Die Südostiberische Vulkanprovinz war im Zeitraum 15 – 2,6 Millionen Jahre BP (Langhium – Ende Piacenzium) tätig. Für die Alborán-Insel und umliegende Krustenbereiche wurde ein Alter von 10,7 – 7,5 Millionen Jahre BP (Tortonium) ermittelt. Der nordmarokkanische Stratovulkan Gourougou fällt in den Zeitraum 9,0 – 2,6 Millionen Jahre BP (Tortonium – Ende Piacenzium). In der Basaltprovinz des Mittleren Atlas streuen die Alter von 16,25 – 0,6 Millionen Jahre BP (Langhium – Mittelpleistozän). Die Vulkanite entlang der Südatlasstörung sind spätmiozänen Alters, d. h. 10 bis 6 Millionen Jahre BP alt (Tortonium bis Messinium).

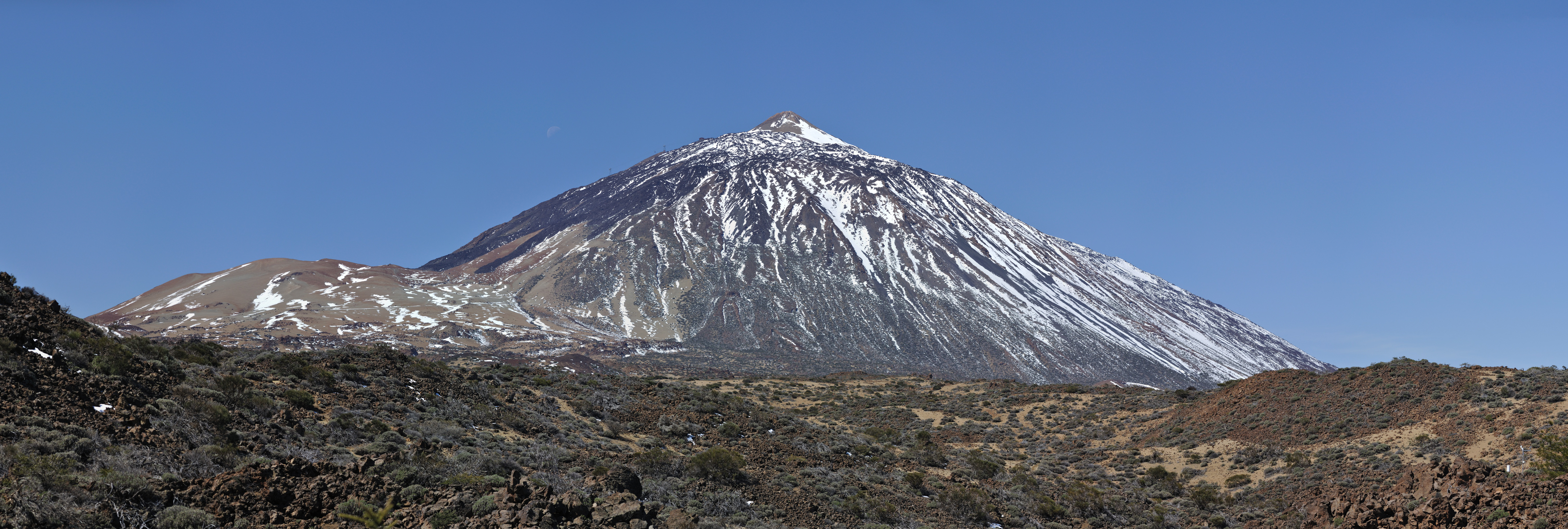
Der Teide auf Teneriffa

Auf den Kanaren begann das Stadium des Schildvulkanismus auf Fuerteventura vor 20,6 Millionen Jahren BP (Burdigalium), die Aktivitäten des submarinen Unterbaus (Seamountstadium) lassen sich aber mindestens bis ins Oligozän, wenn nicht ins Eozän vor 48 Millionen Jahren zurückverfolgen. Der Vulkanismus wanderte zuerst nach Nordnordost nach Lanzarote, das vor 15,5 Millionen Jahren BP erreicht wurde, anschließend nach Westen. So baut El Hierro erst ab 1,12 Millionen Jahren BP (Altpleistozän) an einem Schildvulkan.
Die Kapverden sind ähnlich den Kanaren diachron. Das Schildvulkanstadium geht auf Sal rund 18 Millionen Jahre BP zurück (Burdigalium), wohingegen auf Fogo erst seit dem Jungpleistozän damit begonnen wurde. Der Unterbau ist in Sal älter als 24 Millionen Jahre BP (Chattium).
Sowohl die Kanaren als auch die Kapverden sind bis in die Jetztzeit aktiv geblieben.

### Geochemische Zusammensetzung der Magmatite
Die Vulkanite der Europäischen Känozoischen Vulkanprovinz sind generell aus primitiven, mafischen, alkalischen Magmen hervorgegangen, unter den Gesteinen wiegen Basalte, Basanite, Nephelinite und Leucitite vor. Die angetroffenen Magmen lassen sich generell drei Typen zuordnen:
- Der Differentiationsreihe Natrium-reiche Alkalibasalte/Trachyandesit/Trachyt/Rhyolith
- Der Differentiationsreihe Basanit/Tephrit/Phonolith
- Nepheliniten, die anhand ihres K2O/Na2O-Verhältnisses weiter unterschieden werden. Hierzu gehören die recht seltenen, Natrium-betonten Melilithnephelinite und die kalibetonten Leucitite und Leucitmelanephelinite.

Die beiden Differentiationsreihen entstammen einem einzigen Ausgangsmagma, das seinerseits jedoch eine Mischung aus einer abgereicherten DM-Komponente und einer mehr angereicherten HIMU-Mantelkomponente darstellt. Die Nephelinite sind eine Mischreihe aus der HIMU-Komponente und einer EM-Komponente (angereicherte Mantelkomponente), wobei sich die Kalium-betonten Gesteine zur EM-Komponente hinbewegen und die Natrium-betonten Gesteine in der Nähe der HIMU-Komponente verweilen.
Im Massif Central finden sich sämtliche Magmentypen. Die Nordhessische Senke führt vorwiegend Natrium-betonte Gesteine der beiden Differentiationsreihen, Nephelinite und Melilithnephelinite sind hier selten. Das Quartäre Westeifel Vulkanfeld ist vorwiegend kalibetont, auch wenn Natrium-betonte Alkalibasalte, Basanite und Melilithnephelinite anzutreffen sind. Auch die Osteifel enthält viele Kalium-betonte Vulkanite. Die Niederschlesischen Vulkanite, östliche Ausläufer des Egergrabensystems, sind stark Natrium-betont und bestehen hauptsächlich aus Nepheliniten, Basaniten, Alkalibasalten und seltenen Melilithiten. Auch die Vulkanite des Kaiserstuhls, des Hegaus und von Urach sind vorwiegend Natrium-betont (Nephelinite und Melilithite) mit gelegentlichen Magmen einer Kalium-Differentiationsreihe. Beachtenswert sind hier natürlich die sehr seltenen Karbonatite des Kaiserstuhls.
In der Nordostiberischen Vulkanprovinz lassen sich vier Gesteinsgruppen unterscheiden: Alkaliolivinbasalte, Leucitbasanite, Nephelinbasanite und Trachyte. Die Südostiberische Vulkanprovinz zeichnet sich durch sehr vielfältige Vulkanite aus, darunter kalkalkalische (basaltische Andesite, Andesite und Dacite) und shoshonitische Gesteine (Banakite und Latite), ultrapotassische Lamproite und Alkalibasalte.
Die Vulkangesteine der Alborán-Insel und des Alborán-Meers sind niedrigpotassische Inseltholeiite, darunter Basalte, basaltische Andesite, Andesite und seltene Dacite. Im Vulkanzentrum von Ras Tarf im Norden Marokkos wurden kalkalkalische Andesite gefördert, wohingegen am Gourougou eindeutig hochpotassische bis shoshonitische Basalte, basaltische Andesite und Andesite anstehen.
Die in der Basaltprovinz des Mittleren Atlas vorgefundenen Vulkangesteine sind Alkalibasalte, Basanite, Nephelinite und krustenkontaminierte subalkalische Basalte. Die Magmen sind unter partiellem Aufschmelzen aus Spinell- und Granatführenden, pargasitischen Peridotiten hervorgegangen. Bei den die Südatlasstörung begleitenden Vulkaniten handelt es sich um Basalte und Phonolite am Jebel Siroua und um Ankaramite bei Foum-el-Kous.

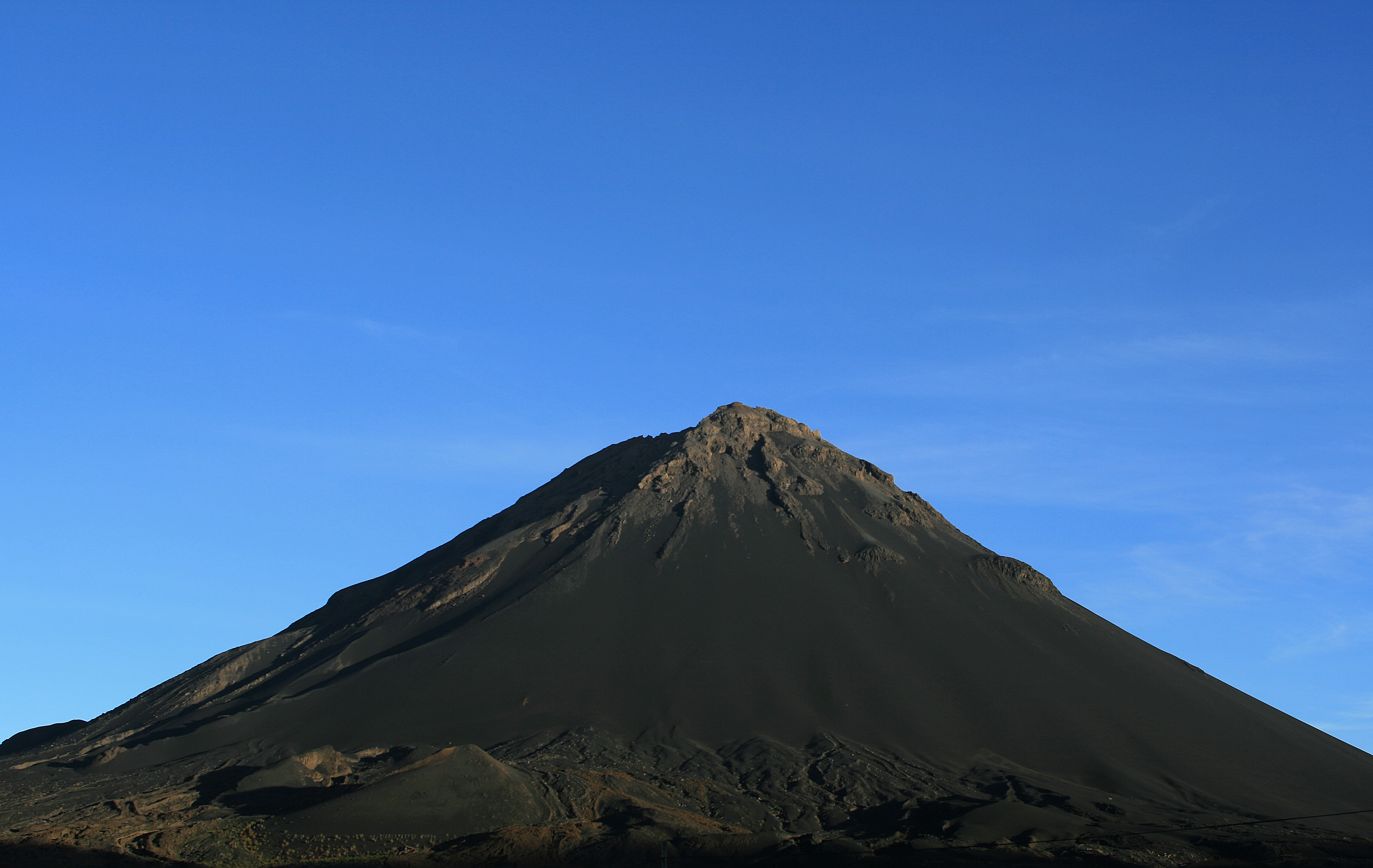
Der aktive Stratovulkan von Fogo

Auf den Kanaren wurden vorwiegend primitive Alkalibasalte und Basanite, differenzierte Trachyte und Phonolite sowie sehr stark differenzierte Olivintholeiite gefördert. Die Laven der Kapverden lassen sich in zwei Gruppen unterteilen: in eine stark alkalische Gruppe mit Pikriten, Foiditen und Phonolithen sowie in eine gemäßigt alkalische Gruppe mit Pikrobasalten, Basaniten, Tephriten, Tephrophonoliten, Phonotephriten, Phonolithen und Trachyten. Bemerkenswert das relativ häufige Auftreten von Karbonatiten.

## Spreizung
Anhand von Schweremessungen berechnete Ramberg eine Krustendehnung von 6 bis 10 Kilometer im Oslo-Graben. Im Bereich des Vikinggrabens wurde mittels Reflexionsseismik ab dem Jura eine Dehnung der Oberkruste von 20 Kilometer ermittelt, ab Zechsteinbasis wird von einem Wert bis an die 30 Kilometer ausgegangen. Der Zentralgraben spreizte ab dem Zechstein um 25 Kilometer. Für den Horn-Graben und den dänischen Teil des Zentralgrabens werden zusammen maximal 15 Kilometer veranschlagt.
Anhand von Verwerfungsversätzen ergibt sich für den Oberkrustenbereich des Roer-Grabens der recht geringfügige Wert von 0,6 Kilometer. Für die Gesamtkruste dürfte aber eine Dehnung von 1 bis 2 Kilometer realistischer sein. Im Rheingraben beträgt die Oberkrustendehnung 5 bis 7 Kilometer. Der Valencia-Trog besitzt einen recht hohen Spreizungswert von 35 Kilometer.

## Ursachen
Zur Erklärung der Entstehung des Westeuropäischen Riftsystems werden zwei verschiedene Ursachen ins Auge gefasst. Für den Nordseeteil wird wie weiter oben bereits erwähnt das südliche Vordringen des Arktisch-Nordatlantische Megarift verantwortlich gemacht. Der Zentralteil dürfte als Auslöser die Kontinentalkollision der Alpen und Pyrenäen mit Europa gehabt haben. Die von den beiden Orogenen generell in Nordrichtung ausgeübten Kompressionsspannungen (σ1) zwangen die europäische Lithosphäre zur Ost-West-Dehnung, die im spröden Oberkrustenbereich mit Überschreiten der Zugfestigkeit zu Grabenbrüchen führten (so drückte beispielsweise die Ausweichbewegung der europäischen Lithosphäre das Pariser Becken nach Nordwesten). Die Zugspannungen bedienten sich hierbei bevorzugt vorhandener Unstetigkeits- und Bruchflächen der vorangegangenen Variszischen Orogenese, die den Verlauf der Grabenbrüche vorzeichneten. Der Zentralteil ist folglich ein passives Riftsystem.
Dass die Mohotiefe unter vielen Riftsegmenten verringert ist, steht geophysikalisch außer Frage. Inwieweit heiße, aufwallende, tiefsitzende Manteldiapire (engl. mantle plumes) zu dieser Verringerung beitrugen und somit bei der Genese des Riftsystems eine Rolle spielen ist nach wie vor umstritten. Es wird vielmehr angenommen, dass die assoziierten Magmen in der unteren Lithosphäre und oberen Asthenosphäre ihren Ursprungsort haben. Das Aufreißen der Oberkruste ist für ihren Aufstieg letztendlich verantwortlich.
Die Subsidenz der einzelnen Riftsegmente wurde von wiederholten Änderungen in der Orientierung des Spannungsfeldes beherrscht. Es kam hierbei zu einem Wechselspiel zwischen den Kompressionen im Vorland der beiden Orogene und den Zugspannungen im weiter entfernten, regionalen Umfeld, das Ganze überlagert von thermisch bedingten Aufwölbungen im Riftbereich.
Der ab dem späten Oligozän und frühen Miozän erfolgte Südvortrieb des Riftsystems entlang der spanischen Ostküste mit gleichzeitiger Öffnung des Algero-Provençal-Beckens, durchbrach die alpinen Faltengürtel des westlichen Mittelmeerraumes (Pyrenäen, Betiden, Rif, Atlas). Gleichzeitig drang aber auch ausgehend vom Pelagischen Schelf ein Riftarm durch die Straße von Messina in den Internbereich des Apennins nach Norden vor.
Letztendlich muss das Westeuropäische Riftsystem in einem wesentlich weiter gesteckten geodynamischen Rahmen betrachtet werden. Zeitlich parallel zu seiner Ausbildung verlief nämlich auch die Entwicklung des Mega-Riftsystems Golf von Suez/Rotes Meer/Ostafrikanischer Graben, der Riftsysteme in Libyen und der Seitenverschiebung des Toten Meeres.
Die zeitliche Überschneidung dieser Mega-Riftsysteme mit dem Spätstadium der alpinen Entwicklung dürfte allein mit einer Plattenkollision Afrika/Arabien mit Europa nicht zu erklären sein. Sie deutet vielmehr auf die allmähliche Etablierung eines völlig neuartig orientierten Dehnungsfeldes, das möglicherweise zum Zerbrechen der gegenwärtigen Kontinentkonfiguration führen wird.